# Conferência do Rio Danúbio de 1948
A Conferência do Rio Danúbio de 1948 foi realizada em Belgrado, Iugoslávia, para desenvolver um novo regime internacional para o desenvolvimento e controle do Danúbio após a Segunda Guerra Mundial. Foi a primeira conferência do pós-guerra que colocou os Aliados vitoriosos do Ocidente contra a União Soviética e seus estados aliados da Europa Oriental, na qual estes últimos detinham a maioria e esperavam que vencessem todos os pontos de desacordo entre os dois lados. Como tal, atraiu mais do que a habitual atenção do Oriente e do Ocidente. :46–47
O principal resultado da conferência ficou conhecido como Convenção de Belgrado, que expulsou as potências não-danubianas das agências internacionais que controlavam o comércio e os cuidados físicos do rio durante décadas. :55

## Manobras pré-conferência
A discussão do pós-guerra sobre o rio Danúbio foi iniciada pelos Estados Unidos em 1945, quando o presidente Harry S. Truman propôs na Conferência de Potsdam que a liberdade de navegação deveria ser assegurada nas vias navegáveis interiores da Europa. :318 A Grã-Bretanha e a França estavam preocupadas em restabelecer suas posições pré-guerra como membros da Comissão Europeia do Danúbio, que era o órgão administrativo pré-guerra. Em 1947, os Tratados de Paz de Paris assinados com a Romênia, Hungria e Bulgária garantiram a livre navegação. :48 Os ministros das Relações Exteriores da Grã-Bretanha, França, URSS e Estados Unidos estipularam que:
A navegação no Danúbio será livre e aberta aos cidadãos, navios de comércio e mercadorias de todos os Estados, em pé de igualdade no que diz respeito às taxas portuárias e de navegação e às condições para a navegação mercante. O disposto acima não se aplica ao tráfego entre portos do mesmo Estado.:27
Os Quatro Grandes também decidiram que deveria ser realizada uma conferência no prazo de seis meses após a entrada em vigor dos tratados "para elaborar uma nova convenção relativa ao regime do Danúbio". :316 Em Fevereiro de 1948, os Estados Unidos propuseram a convocação de uma conferência, evitando assim um pacto multilateral que poderia ter sido concluído entre os países da Europa do Leste. 
A Alemanha, ainda sem governo e sob controle de quatro potências, não pôde ser representada, mas os Estados Unidos defenderam a entrada da Áustria. Este último, no entanto, foi rejeitado pelo bloco oriental, alegando que eles ainda estavam em guerra. Como compromisso, ficou acordado que a Áustria participaria apenas como consultora. As quatro grandes potências, incluindo a Iugoslávia (então sob o controlo do Marechal Tito e do Partido Comunista), emitiram convites. :48–49 A Áustria foi ocupada pelas quatro potências, mas com um governo que tinha alguma autonomia.

## Oriente versus Ocidente
A conferência chamou a atenção da imprensa oriental e ocidental imediatamente. Durante meses, a Rússia e a Europa Oriental ficaram do lado perdedor de quase todas as votações importantes nas sessões das Nações Unidas em Lake Success, Nova York. Em Belgrado, porém, o Ocidente era uma minoria. :49 O ministro dos Negócios Estrangeiros soviético, Andrei Vishinsky, disse aos delegados ocidentais: "A porta estava aberta para vocês entrarem. A porta está aberta para vocês saírem, se é isso que desejam." :13
| Conferência do Rio Danúbio de 1948                                    | [O Danúbio] sempre foi uma questão "política". Como rota comercial, nunca atingiu seu potencial. As potências que se preocuparam em abri-lo ou fechá-lo estavam mais interessadas em sua influência e controle na região do Danúbio do que na navegação no próprio rio. | Conferência do Rio Danúbio de 1948 |
| — Especialista do Leste Europeu no Departamento de Estado dos EUA:316 | |                                    |

Vishinsky disse que os países do Danúbio (a URSS sendo agora um deles, como resultado da recuperação da sua antiga província da Bessarábia) elaborariam uma convenção e colocá-la-iam em vigor "independentemente da opinião minoritária". :179 Para este efeito, a União Soviética introduziu um projeto de convenção.  O mesmo aconteceu com os Estados Unidos, mas a conferência rejeitou-o. :49–50
Os delegados também rejeitaram uma tentativa ocidental de ter a Áustria como membro, se não da conferência, então da comissão internacional que a reunião estava desenvolvendo. O rascunho final dizia apenas que a Áustria se tornaria membro após a assinatura da paz. A Alemanha foi completamente excluída do projecto final. :50
Uma proposta dos EUA de que a nova comissão fosse posta em contacto com as Nações Unidas, através de recurso ao Tribunal Internacional de Justiça em caso de litígio e em relatórios periódicos ao Conselho Econômico e Social, também foi derrotada. :50

A América veio à mesa com uma delegação completa de homens experientes em transportes, advogados marítimos e outros especialistas que elaboraram um projecto detalhado de convenção. :323 Quando o delegado norte-americano Cavendish Cannon explicou as razões de cada artigo do projeto americano, um funcionário do Departamento de Estado observou:
Alguns dos delegados satélites da Europa Oriental sentados à mesa podem ter reconhecido o peso desses argumentos. Indiretamente, eles podem alcançar os povos desses países. . . . Nações para as quais o Danúbio é a principal rota para os mercados mundiais dificilmente se sentirão satisfeitas, a longo prazo, com um sistema que coloca o controle dessa rota nas mãos de uma única Grande Potência.... Tudo o que as potências ocidentais poderiam esperar fazer em Belgrado era mostrar que seus planos para o Danúbio foram concebidos para beneficiar as próprias nações danubianas, bem como os Estados não ribeirinhos, e provar que a acusação de imperialismo na bacia do Danúbio não recaía sobre o Ocidente, mas sobre a Rússia.:324, 326
Os Estados Unidos, disse ele, estavam a tentar
concentrar o debate nos principais pontos de diferença entre os projetos soviético e americano. . . . Os Estados Unidos estavam convencidos... de que a convenção soviética não fora elaborada para garantir a liberdade de navegação, mas para fornecer uma base legal para o sistema existente de controle soviético sobre o rio. Para comprovar esse ponto, elaborou suas emendas e concentrou seus argumentos em algumas questões principais.:322
Grã-Bretanha e França, no entanto, eram menos idealistas. Ignorando o facto de terem concordado em 1938 em entregar a Comissão Europeia do Danúbio às potências ribeirinhas (lideradas pela Alemanha Nazista), insistiram que a Convenção de 1921 ainda estava em vigor e que os seus direitos não poderiam ser abolidos sem o seu consentimento. :51

Para ilustrar essa distinção, a revista americana Life comentou que:
O delegado dos EUA, Cavendish Cannon, frequentemente falava e agia como se estivessem envolvidas apenas questões técnicas e, nas palavras de um correspondente, demonstrava "todo o brilhantismo de um indiano de tabacaria". . . . Somente Sir Charles Peake, da Grã-Bretanha, lutou forte e vigorosamente pela causa ocidental.:13

## Decisão
As sete nações do Danúbio votaram pela adoção do projeto soviético, com algumas mudanças propostas na conferência por Vishinsky. Grã-Bretanha, França, EUA e Áustria anunciaram sua recusa em assinar. O Reino Unido e a França não participaram da votação final, alegando que tudo era ilegal. Os EUA se abstiveram em votações de artigos individuais e votaram contra o documento como um todo. A conferência foi encerrada em 18 de agosto. :53
O Ocidente sofreu uma pequena perda financeira no acordo, já que o novo tratado criou uma nova Comissão do Danúbio que assumiu todos os ativos das antigas convenções internacionais do Danúbio, mas não os passivos — que incluíam empréstimos que a Grã-Bretanha, a França e a Itália haviam feito. Um ano depois, cópias paralelas de uma nota rejeitando a nova convenção foram enviadas pelos Estados Unidos, Reino Unido, França, Bélgica, Itália e Grécia para as seis nações orientais, ignorando a Ucrânia. Seis meses depois, em Março de 1950, a União Soviética respondeu que não concordava e que a nova convenção “eliminava injustiças anteriores e estabelecia jurisdição sobre o rio pelos países através dos quais ou ao longo dos quais o rio realmente fluía”. 
O sistema fluvial foi, a partir de então, dividido em três administrações — a Comissão Fluvial regular, uma administração bilateral Romênia-URSS entre Brăila e a foz do canal Sulina, e uma administração bilateral Romênia-Iugoslávia nos Portões de Ferro. Ambos os últimos estavam tecnicamente sob o controlo da comissão principal, cujos membros eram a Bulgária, a Tchecoslováquia, a Hungria, a Romênia, a Ucrânia, a URSS e a Iugoslávia. :55

## Governos participantes
Fonte::46–55

### Signatários
Listados na ordem e sob os nomes registrados pela Comissão do Danúbio 
- União das Repúblicas Socialistas Soviéticas
- República Popular da Bulgária
- República da Hungria
- República Popular da Romênia
- República Socialista Soviética da Ucrânia
- República da Checoslováquia
- República Popular Federal da Iugoslávia

### Contra
- Estados Unidos da América

### Abstende
- Reino Unido
- França

### Consultores
- Áustria